# Recepta
Ten artykuł należy dopracować:

przedstawiono sytuację tylko z polskiej perspektywy – artykuł powinien być przekrojowy.
Pomóż go poprawić. Na stronie dyskusji mogą znajdywać się pomocne komentarze.
Recepta – pisemne zlecenie lekarza, lekarza dentysty, lekarza weterynarii, pielęgniarki, położnej, felczera lub farmaceuty dla farmaceuty lub technika farmaceutycznego, a także (w mniejszym stopniu) dla chorego, dotyczące leków, które mają zostać użyte w leczeniu. W Polsce recepty wypisuje się stosując zarówno język polski jak i łaciński.
Wystawianie recept reguluje Rozporządzenie Ministra Zdrowia z dnia 23 grudnia 2020 r. w sprawie recept (Dz.U. z 2025 r. poz. 604), na mocy którego obowiązuje co do zasady wystawianie e-recept, poza ściśle określonymi przypadkami, kiedy dopuszczalne jest wystawienie recepty papierowej. Wzór tej ostatniej określa załącznik nr 6 do wyżej wymienionego Rozporządzenia. Wymiary recept nie mogą być mniejsze niż 200 mm długości i 90 mm szerokości (§ 6 ust. 1 Rozporządzenia). 

## Części recepty

### Inscriptio
Inscriptio, czyli nagłówek powinien zawierać dane dotyczące podmiotu wykonującego działalność leczniczą albo zakładu leczniczego dla zwierząt, w którym pacjent jest leczony, a w szczególności jego nazwę, adres, telefon oraz pierwsze 9 cyfr identyfikatora REGON. W przypadku recepty wystawionej z adnotacją pro auctore (dla siebie) albo pro familia (dla określonych członków najbliższej rodziny), dane te zastąpione są danymi osoby wystawiającej. 
W przypadku recepty papierowej, w tej części znajduje się również unikalny numer recepty zbudowany z dwudziestu dwóch cyfr, z których:
1. dwie pierwsze cyfry stanowią oznaczenie wersji wzoru recepty dla druków recept posiadających unikalne numery identyfikujące recepty przydzielone przez oddział wojewódzki Funduszu; cyfry te to:
  1. w przypadku lekarzy i felczerów – 02, z zastrzeżeniem podpunktu 4,
  2. w przypadku pielęgniarek i położnych – 03,
  3. w przypadku farmaceutów – 04,
  4. 07 – jeżeli unikalny numer identyfikujący receptę jest przekazywany wojewódzkiemu inspektorowi farmaceutycznemu w przypadku, o którym mowa w § 4 ust. 11 rozporządzenia;
2. cyfry trzecia i czwarta stanowią identyfikator właściwego oddziału wojewódzkiego Funduszu określony w załączniku nr 2 do rozporządzenia;
3. cyfry od piątej do dwudziestej są ustalane przez Prezesa Narodowego Funduszu Zdrowia i tworzą unikalny numer w ramach danego oddziału wojewódzkiego Funduszu;
4. cyfra dwudziesta pierwsza przyjmuje wartość:
  1. „8” – dla recept na leki posiadające kategorię dostępności „Rp”, środki spożywcze specjalnego przeznaczenia żywieniowego i wyroby medyczne podlegające refundacji,
  2. „9” – dla recept na leki posiadające kategorię dostępności „Rpw”,
  3. „5” – dla recept na leki posiadające kategorię dostępności „Rp”, środki spożywcze specjalnego przeznaczenia żywieniowego i wyroby medyczne podlegające refundacji, ordynowane samodzielnie przez pielęgniarki i położne,
  4. „6” – dla recept na leki posiadające kategorię dostępności „Rp”, środki spożywcze specjalnego przeznaczenia żywieniowego i wyroby medyczne podlegające refundacji, ordynowane przez pielęgniarki i położne w ramach realizacji zleceń lekarskich (kontynuacja),
  5. „7” – dla recept na leki posiadające kategorię dostępności „Rp” zawierające środki odurzające lub substancje psychotropowe, o których mowa w ustawie o przeciwdziałaniu narkomanii, niepodlegające refundacji;
5. cyfra dwudziesta druga jest cyfrą kontrolną obliczaną według algorytmu określonego w części II załącznika nr 5 do rozporządzenia.

### Nomen aegroti
Część zawierająca informacje o chorym. Znajduje tu się jego imię i nazwisko, adres, numer PESEL (może być w postaci kodu kreskowego), w przypadku dzieci (do 18. roku życia) wiek. Obecnie w Polsce do tej części należą również oznaczenia dotyczące ubezpieczenia zdrowotnego (kod oddziału wojewódzkiego NFZ, symbol państwa przy wystawianiu recept na mocy przepisów o koordynacji), uprawnień dodatkowych pacjenta z uwagi na przynależność do odpowiedniej grupy pacjentów (np. honorowych dawców krwi, czy inwalidów wojennych). 
| Kod funduszu | Nazwa oddziału funduszu wojewódzkiego                              |
| ------------ | ------------------------------------------------------------------ |
| 01           | Dolnośląski Oddział Narodowego Funduszu Zdrowia we Wrocławiu       |
| 02           | Kujawsko-Pomorski Oddział Narodowego Funduszu Zdrowia w Bydgoszczy |
| 03           | Lubelski Oddział Narodowego Funduszu Zdrowia w Lublinie            |
| 04           | Lubuski Oddział Narodowego Funduszu Zdrowia w Zielonej Górze       |
| 05           | Łódzki Oddział Narodowego Funduszu Zdrowia w Łodzi                 |
| 06           | Małopolski Oddział Narodowego Funduszu Zdrowia w Krakowie          |
| 07           | Mazowiecki Oddział Narodowego Funduszu Zdrowia w Warszawie         |
| 08           | Opolski Oddział Narodowego Funduszu Zdrowia w Opolu                |
| 09           | Podkarpacki Oddział Narodowego Funduszu Zdrowia w Rzeszowie        |
| 10           | Podlaski Oddział Narodowego Funduszu Zdrowia w Białymstoku         |
| 11           | Pomorski Oddział Narodowego Funduszu Zdrowia w Gdańsku             |
| 12           | Śląski Oddział Narodowego Funduszu Zdrowia w Katowicach            |
| 13           | Świętokrzyski Oddział Narodowego Funduszu Zdrowia w Kielcach       |
| 14           | Warmińsko-Mazurski Oddział Narodowego Funduszu Zdrowia w Olsztynie |
| 15           | Wielkopolski Oddział Narodowego Funduszu Zdrowia w Poznaniu        |
| 16           | Zachodniopomorski Oddział Narodowego Funduszu Zdrowia w Szczecinie |

| Oznaczenie | Grupa osób | Ulga | Podstawa prawna |
| ---------- | --- | --- | --- |
| AZ         | Pracownicy i byli pracownicy zakładów produkujących wyroby zawierające azbest. | Przysługuje im bezpłatnie zaopatrzenie w leki związane z chorobami wywołanymi pracą przy azbeście. | Rozporządzenie Ministra Zdrowia z dnia 8 marca 2012 r. w sprawie recept lekarskich (Dz.U. z 2014 r. poz. 319)                          |
| BW         | Pacjenci, którzy posiadają uprawnienia do świadczeń opieki zdrowotnej na podstawie decyzji wójta (burmistrza, prezydenta) gminy właściwej ze względu na miejsce ich zamieszkania. | | Rozporządzenie Ministra Zdrowia z dnia 8 marca 2012 r. w sprawie recept lekarskich (Dz.U. z 2014 r. poz. 319)                          |
| CN         | Nieubezpieczone kobiety podczas ciąży, porodu lub połogu. | Przysługuje im zaopatrzenie w leki, środki spożywcze specjalnego przeznaczenia żywieniowego i wyroby medyczne związane z ciążą, porodem i połogiem. | Rozporządzenie Ministra Zdrowia z dnia 8 marca 2012 r. w sprawie recept lekarskich (Dz.U. z 2014 r. poz. 319)                          |
| DN         | osoby nieubezpieczone do ukończenia 18 roku życia. | | Rozporządzenie Ministra Zdrowia z dnia 8 marca 2012 r. w sprawie recept lekarskich (Dz.U. z 2014 r. poz. 319)                          |
| IB         | inwalidzi wojenni oraz osoby represjonowane, ich małżonkowie pozostający na ich wyłącznym utrzymaniu, wdowy i wdowcy po poległych żołnierzach i zmarłych inwalidach wojennych oraz osoby represjonowane, uprawnione do renty rodzinnej, a także cywilne niewidome ofiary działań wojennych.                                             | Przysługuje im bezpłatne zaopatrzenie w leki w kategoriach dostępności „Rp” lub „Rpz” oraz środki spożywcze specjalnego przeznaczenia żywieniowego objęte refundacją, dopuszczone do obrotu na terytorium Polski. | Rozporządzenie Ministra Zdrowia z dnia 8 marca 2012 r. w sprawie recept lekarskich (Dz.U. z 2014 r. poz. 319)                          |
| IW         | inwalidzi wojskowi. | Przysługuje im bezpłatne – do wysokości limitu finansowania ze środków publicznych – zaopatrzenie w leki objęte wykazem leków refundowanych w kategoriach: lek, środek spożywczy specjalnego przeznaczenia żywieniowego, wyrób medyczny dostępny w aptece na receptę w całym zakresie zarejestrowanych wskazań i przeznaczeń. | Rozporządzenie Ministra Zdrowia z dnia 8 marca 2012 r. w sprawie recept lekarskich (Dz.U. z 2014 r. poz. 319)                          |
| PO         | żołnierze, którzy odbywają zasadniczą służbę wojskową, przeszkolenie wojskowe, ćwiczenia wojskowe oraz pełnią służbę kandydacką, służbę przygotowawczą lub służbę wojskową w razie ogłoszenia mobilizacji i w czasie wojny – o ile nie podlegają obowiązkowemu ubezpieczeniu z innego tytułu.                                           | Przysługuje im bezpłatne – do wysokości limitu finansowania – zaopatrzenie w leki objęte refundacją w kategoriach: lek, środek spożywczy specjalnego przeznaczenia żywieniowego, wyrób medyczny dostępny w aptece na receptę w całym zakresie zarejestrowanych wskazań i przeznaczeń oraz leki recepturowe. | Rozporządzenie Ministra Zdrowia z dnia 8 marca 2012 r. w sprawie recept lekarskich (Dz.U. z 2014 r. poz. 319)                          |
| DN         | Dzieci obywatelstwa polskiego do ukończenia 18 roku życia. | Bezpłatne udzielanie świadczeń zdrowotnych. | Rozporządzenie Ministra Zdrowia z dnia 8 marca 2012 r. w sprawie recept lekarskich (Dz.U. z 2014 r. poz. 319)                          |
| IN         | Pacjenci inni niż ubezpieczeni, którzy posiadają uprawnienia do bezpłatnych świadczeń opieki zdrowotnej. Uzależnieni od narkotyków, alkoholu, osoby z zaburzeniami psychicznymi (zagrażający zdrowiu lub życiu), cudzoziemiec umieszczony w strzeżonym ośrodku lub przebywający w areszcie dla cudzoziemców, chorzy na choroby zakaźne. | | Rozporządzenie Ministra Zdrowia z dnia 8 marca 2012 r. w sprawie recept lekarskich (Dz.U. z 2014 r. poz. 319)                          |
| WP         | Żołnierze zawodowi, o których mowa w przepisach ustawy o obronie Ojczyzny, w trakcie szkoleń poligonowych i ćwiczeń wojskowych (rejsów, lotów). | Przysługują im bezpłatne świadczenia zdrowotne i bezpłatne zaopatrzenie w: – refundowane w całym zakresie zarejestrowanych wskazań i przeznaczeń leki, środki spożywcze specjalnego przeznaczenia żywieniowego i wyroby medyczne dostępne w aptece na receptę; – leki recepturowe; – określone w przepisach o powszechnym obowiązku obrony Rzeczypospolitej Polskiej leki oznaczone symbolem OTC (wydawane bez przepisu lekarza) oraz wyroby medyczne i ich wyposażenie – w rozumieniu przepisów ustawy o wyrobach medycznych. | Rozporządzenie Ministra Zdrowia z dnia 8 marca 2012 r. w sprawie recept lekarskich (Dz.U. z 2014 r. poz. 319)                          |
| WP         | Żołnierze odbywający zasadniczą służbę wojskową, przeszkolenie wojskowe, ćwiczenia wojskowe, kandydaci na żołnierzy zawodowych oraz pełniący służbę przygotowawczą lub służbę wojskową w razie ogłoszenia mobilizacji i w czasie wojny.                                                                                                 | Są objęci obowiązkiem ubezpieczenia zdrowotnego na zasadach określonych w ustawie o świadczeniach opieki zdrowotnej finansowanych ze środków publicznych. Przysługuje im bezpłatne zaopatrzenie w produkty lecznicze, wyroby medyczne i ich wyposażenie, w rozumieniu przepisów ustawy o wyrobach medycznych (inne niż oznaczone znakiem „Rp” – wydawane z przepisu lekarza), finansowane z budżetu państwa z części pozostającej w dyspozycji ministra obrony narodowej. Wykaz produktów leczniczych oznaczonych symbolem OTC i wyrobów wydawanych bezpłatnie oraz sposób i tryb ich finansowania określa rozporządzenie ministra obrony narodowej. | Rozporządzenie Ministra Zdrowia z dnia 8 marca 2012 r. w sprawie recept lekarskich (Dz.U. z 2014 r. poz. 319)                          |
| WP         | Żołnierze pełniący służbę przygotowawczą oraz członkowie ich rodzin. | Przysługują im uprawnienia przewidziane dla żołnierzy zasadniczej służby wojskowej i członków ich rodzin na zasadach określonych w art. 118 – 132 ustawy o powszechnym obowiązku obrony Rzeczypospolitej Polskiej. | Rozporządzenie Ministra Zdrowia z dnia 8 marca 2012 r. w sprawie recept lekarskich (Dz.U. z 2014 r. poz. 319)                          |
| WP         | Absolwenci szkół wyższych odbywających przeszkolenie wojskowe oraz członkowie ich rodzin. | Przysługują im uprawnienia przewidziane dla żołnierzy zasadniczej służby wojskowej i członków ich rodzin na zasadach określonych w art. 118 – 132 ustawy o powszechnym obowiązku obrony Rzeczypospolitej Polskiej. | Rozporządzenie Ministra Zdrowia z dnia 8 marca 2012 r. w sprawie recept lekarskich (Dz.U. z 2014 r. poz. 319)                          |
| WP         | Osoby odbywające służbę w obronie cywilnej, które zachorowały lub doznały uszczerbku na zdrowiu podczas lub w związku z jej odbywaniem albo w bezpośredniej drodze do miejsca jej odbywania lub w drodze powrotnej. | Przysługuje im prawo do bezpłatnego korzystania ze świadczeń opieki zdrowotnej podmiotów leczniczych w rozumieniu przepisów o działalności leczniczej, w zakresie i na warunkach określonych w ustawie o świadczeniach opieki zdrowotnej finansowanych ze środków publicznych. Ww. świadczenia dla osób nieobjętych powszechnym ubezpieczeniem zdrowotnym są finansowane odpowiednio przez podmioty, o których mowa w art. 138 ust. 3 i 4 oraz w art. 139 ust. 3 ustawy o powszechnym obowiązku obrony Rzeczypospolitej Polskiej, w których osoby te pełnią służbę.                                                                                  | Rozporządzenie Ministra Zdrowia z dnia 8 marca 2012 r. w sprawie recept lekarskich (Dz.U. z 2014 r. poz. 319)                          |
| WP         | Osoby odbywające zasadniczą służbę w obronie cywilnej i członkowie ich rodzin. | Przysługują im uprawnienia określone w art. 118, art. 119 ust. 1 pkt 1 i ust. 4, art. 120 – 122, 124 – 126, 128 – 132 i 136 ustawy o powszechnym obowiązku obrony Rzeczypospolitej. | Rozporządzenie Ministra Zdrowia z dnia 8 marca 2012 r. w sprawie recept lekarskich (Dz.U. z 2014 r. poz. 319)                          |
| WP         | Osoby wykonujące obowiązek szkolenia ludności w zakresie powszechnej samoobrony, które zachorowały lub doznały uszczerbku na zdrowiu podczas lub w związku z wykonywaniem tego obowiązku albo w bezpośredniej drodze do miejsca jego wykonywania lub w drodze powrotnej.                                                                | Przysługuje im prawo do bezpłatnego korzystania ze świadczeń opieki zdrowotnej podmiotów leczniczych w rozumieniu przepisów o działalności leczniczej, w zakresie i na warunkach określonych w ustawie o świadczeniach opieki zdrowotnej finansowanych ze środków publicznych. | Rozporządzenie Ministra Zdrowia z dnia 8 marca 2012 r. w sprawie recept lekarskich (Dz.U. z 2014 r. poz. 319)                          |
| WP         | Osoby wykonujące świadczenia osobiste, które zachorowały lub doznały uszczerbku na zdrowiu podczas lub w związku z udzielaniem tych świadczeń albo w bezpośredniej drodze do miejsca ich wykonywania lub w drodze powrotnej. | Przysługuje im prawo do bezpłatnego korzystania ze świadczeń podmiotów leczniczych niebędących przedsiębiorcami w rozumieniu przepisów ustawy o działalności leczniczej. | Rozporządzenie Ministra Zdrowia z dnia 8 marca 2012 r. w sprawie recept lekarskich (Dz.U. z 2014 r. poz. 319)                          |
| WP         | Żołnierze zawodowi, o których mowa w przepisach ustawy z dnia 11 marca 2022 r. o obronie Ojczyzny (Dz.U. z 2022 r. poz. 655), skierowani do pełnienia zawodowej służby wojskowej poza granicami państwa. | Na zasadach określonych w ustawie o świadczeniach opieki zdrowotnej finansowanych ze środków publicznych przysługują im bezpłatne świadczenia zdrowotne oraz bezpłatne zaopatrzenie w produkty lecznicze oraz wyroby medyczne i ich wyposażenie, w rozumieniu przepisów ustawy o wyrobach medycznych. | Rozporządzenie Ministra Zdrowia z dnia 8 marca 2012 r. w sprawie recept lekarskich (Dz.U. z 2014 r. poz. 319)                          |
| S          | Świadczeniobiorcy po ukończeniu 75. roku życia, dot. recept wypisanych przez lekarza POZ posiadającego listę aktywną, bądź lekarza zatrudnionego w zastępstwie lekarza POZ posiadającego listę aktywną, w przychodni w której pacjent złożył deklarację wyboru lekarza POZ.                                                             | Bezpłatne leki zamieszczone w wykazie leków dla seniorów ogłaszanym przez MZ. | Ustawa z dnia 27 sierpnia 2004 r. o świadczeniach opieki zdrowotnej finansowanych ze środków publicznych (Dz.U. 2004 nr 210 poz. 2135) |

### Praepositio
W Polsce część tę tworzy skrót Rp (recipe) – „weź”, a w przypadku recept na środki odurzające (dawniej zwanych receptami z wtórnikiem) – skrót Rpw. W niektórych krajach stosuje się w tym znaczeniu skrót Rx lub symbol ℞.

### Praescriptio
W tej części znajdują się nazwy środków leczniczych i ich ilości. W przypadku leków gotowych na recepcie znajdziemy nazwę handlową preparatu lub nazwę międzynarodową leku, postać, dawkę oraz ilość leku. Osoba wystawiająca może także umieścić w uzasadnionych przypadkach adnotację „nie zamieniać” lub „NZ”, co wyklucza wydanie preparatu o tym samym składzie, dawce i postaci, ale innej nazwie handlowej. Warunkiem wydania w aptece odpowiedniej ilości leków jest podanie przez lekarza sposobu dawkowania, w przeciwnym wypadku farmaceuta wyda lek w ilości maksymalnie dwóch najmniejszych opakowań danego leku. W przypadku środków odurzających i niektórych substancji psychotropowych wymagane jest dodatkowo umieszczenie w formie słownej łącznej dawki substancji czynnej przepisanego leku. W przypadku recept papierowych, na jednej recepcie można przepisać do pięciu leków gotowych lub wyrobów medycznych albo jeden lek recepturowy.
W przypadku leków recepturowych powinna być zachowana następująca kolejność:
- basis (remedium cardinale) – substancja czynna stanowiąca lek podstawowy (zasadniczy)
- remedium adiuvans – substancja czynna stanowiąca lek wspomagający działanie leku podstawowego,
- corrigens – substancja pomocnicza poprawiająca smak, zapach lub wygląd leku, np. środek słodzący, aromat, barwnik lub środek przeciwzbrylający,
- vehiculum (constituens) – substancja pomocnicza, która pełni rolę lub wchodzi w skład nośnika leku, nadającego lekowi postać, np. podłoże, rozpuszczalnik, emulgator, stabilizator, konserwant lub wypełniacz.

### Subscriptio
Informacje dla farmaceuty dotyczące składu, postaci i ilości leku, a także ewentualnej refundacji.

### Signatura
Dane dla pacjenta dotyczące sposobu podania, dawkowania i czasu kuracji. W związku z tym, że zrealizowana recepta pozostaje w aptece, zazwyczaj pacjenci otrzymują te informacje na osobnej kartce.

### Nomen medici
Obejmuje dane osoby wystawiającej, w tym co najmniej tytuł zawodowy albo jego skrót (lekarz/lek., lekarz dentysta/lek. dent., lekarz weterynarii/lek. wet., pielęgniarka/piel., położna/poł., felczer/fel., albo farmaceuta/farm.), imię i nazwisko oraz numer prawa wykonywania zawodu (NPWZ). W przypadku e-recepty obejmuje także jej poświadczenie elektroniczne (z użyciem certyfikatu z ZUS, profilu zaufanego, podpisu osobistego e-dowodem, albo kwalifikowanego podpisu elektronicznego), a w przypadku recepty papierowej – poświadczenie własnoręcznym podpisem i odciskiem pieczęci, przy czym zamiast tego ostatniego dopuszczalne jest umieszczenie nadruku z danymi osoby wystawiającej, w tym NPWZ w postaci kodu kreskowego.
W tej części znajduje się również data wystawienia recepty oraz data realizacji recepty – w czasie jednej wizyty można wystawić do 12 recept na 360-dniowy okres stosowania. „Data realizacji od dnia” wskazuje termin od którego można zrealizować daną receptę. W tej części wymagane jest również podanie instytucji drukującej dany egzemplarz recepty.

## Termin ważności recepty
Obecnie na podstawie § 17 Rozporządzenia w sprawie recept lekarskich termin realizacji recepty wynosi 30 dni od daty wystawienia lub od „daty realizacji od dnia”, jeśli taka zostanie wpisana. Wyjątkiem są recepty na antybiotyki, w postaci do stosowania wewnętrznego (kapsułki, tabletki, zawiesiny) i parenteralnego (iniekcje, implanty), które są ważne 7 dni (recepta na antybiotyki w innych postaciach do stosowania zewnętrznego, np. maści ważna jest 30 dni). Termin realizacji recepty na leki lub wyroby medyczne
sprowadzane z zagranicy dla użytkowników indywidualnych nie może przekroczyć 120 dni, a na preparaty immunologiczne (np. szczepionki) wytwarzane indywidualnie dla pacjenta – 120 dni.